# 쓰지사와 아이
쓰지사와 아이(일본어: 辻澤 亜唯, 2005년 12월 17일 ~ )는 일본의 여자 축구 선수이다.

## 구단 경력
2024년 WE리그의 INAC 고베 레오네사에 입단하였다.

## 국가대표팀 경력
그녀는 2022년 FIFA U-17 여자 월드컵에 참가할 일본 U-17 국가대표팀에 발탁되었으며, 4경기에 출전, 1득점을 넣었다.